# Euphorbia decliviticola
Euphorbia decliviticola är en törelväxtart som beskrevs av Leslie Larry Charles Leach. Euphorbia decliviticola ingår i släktet törlar, och familjen törelväxter. Inga underarter finns listade i Catalogue of Life.